# Kate Fleetwood

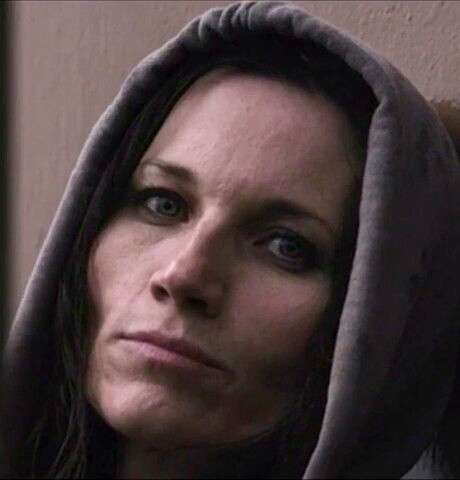
Kate Fleetwood (2015)

Kate Fleetwood (* 24. September 1972 in Cirencester) ist eine britische Schauspielerin. Im deutschsprachigen Raum wurde sie bekannt durch ihre Rolle der Liandrin Guirale in der Fernsehserie Das Rad der Zeit.

## Leben und Karriere
Kate Fleetwood wuchs in Cirencester, Gloucestershire auf. Im Alter von 12 Jahren begann sie ihre Karriere als Schauspielerin bei der Royal Shakespeare Company. Ihr Schauspielstudium absolvierte sie an der Universität Exeter, seit 1995 steht sie regelmäßig auf der Bühne und ist in Theater- und Musicalproduktionen zu sehen. 2008 war sie für ihre Hauptrolle in Macbeth am Broadway für den Tony Award nominiert, 2012 für den Laurence Olivier Award für ihre Rolle der Julie im Musical London Road am Londoner Royal National Theatre.
Seit 1998 spielt sie in diversen Fernsehserien und Kinofilmen meist Nebenrollen. Eine Hauptrolle erhielt Fleetwood durch die ab 2017 ausgestrahlten Fernsehserie Harlots – Haus der Huren, in der sie in allen 24 Episoden die Rolle der Nancy Birch verkörperte. Seit 2021 ist sie in der Fernsehserie Das Rad der Zeit in der Rolle der Liandrin Guirale zu sehen.
Im Jahr 2001 heiratete sie den Theaterleiter, Regisseur und Drehbuchautor Rupert Goold, den sie bei der gemeinsamen Arbeit an einer Produktion von Romeo und Julia kennengelernt hatte. Das Paar hat zwei Kinder, einen Sohn und eine Tochter.
Kate Fleetwood ist Schirmherrin des En Masse Theatre und gemeinsam mit ihrem Mann Rupert Schirmherrin von Escape Insight Arts in Stratford-upon-Avon.

## Filmografie (Auswahl)
- 1998: Getting Hurt (Fernsehfilm)
- 2001: EastEnders (Fernsehserie, 4 Episoden)
- 2002: Doctors (Fernsehserie, 1 Episode)
- 2004: The Bill (Fernsehserie, 1 Episode)
- 2004: Silent Witness (Fernsehserie, 1 Episode)
- 2004: Vanity Fair – Jahrmarkt der Eitelkeit (Vanity Fair)
- 2005: Inspector Barnaby (Midsomer Murders) Fernsehserie, Staffel 8, Folge 9: Melodie des Todes (Midsomer Rhapsody)
- 2006: After Thomas (Fernsehfilm)
- 2007: Elizabeth – Das goldene Königreich (Elizabeth: The Golden Age)
- 2009: Hustle – Unehrlich währt am längsten (Hustle, Fernsehserie, 1 Episode)
- 2009: Waking the Dead – Im Auftrag der Toten (Waking the Dead, Fernsehserie, 1 Episode)
- 2009: The Sarah Jane Adventures (Fernsehserie, 1 Episode)
- 2009: Breaking the Mould (Fernsehfilm)
- 2010: Harry Potter und die Heiligtümer des Todes – Teil 1 (Harry Potter and the Deathly Hallows – Part 1)
- 2010: Macbeth (Fernsehfilm)
- 2012: Les Misérables
- 2013: Philomena
- 2014: National Theatre Live: König Lear
- 2014–2016: Harlots – Haus der Huren (Harlots, Fernsehserie, 24 Episoden)
- 2015: London Road
- 2015: Star Wars: Das Erwachen der Macht (Star Wars: The Force Awakens)
- 2016: The People Next Door (Fernsehfilm)
- 2016: Deliverers
- 2018: Beirut
- 2019: Victoria (Fernsehserie, 8 Episoden)
- 2021: Fate: The Winx Saga (Fernsehserie, 3 Episoden)
- 2021–2025: Das Rad der Zeit (The Wheel of Time, Fernsehserie)
- 2022: Choose or Die

## Theaterstücke
- 1995: Love Is the Drug
- 1996: Was ihr wollt (Twelfth Night)
- 1996: Swaggers
- 1997: The Comic Mysteries
- 1998: Romeo und Julia (Romeo and Juliet)
- 1998: Arabian Nights
- 1999: Gespenster (Ibsen) (Ghosts)
- 1999: Nativity
- 2000: Die beiden edlen Vettern (The Two Noble Kinsmen)
- 2000: Der Sturm (The Tempest)
- 2001: Tender
- 2001: Medea
- 2002: Mariana Pineda
- 2003: Verlorene Liebesmüh (Love’s Labour’s Lost)
- 2003: Ein Sommernachtstraum (A Midsummer Night’s Dream)
- 2003: Othello
- 2004: Hecuba
- 2006: Perikles, Prinz von Tyrus (Pericles)
- 2006: Das Wintermärchen (The Winter’s Tale)
- 2008: Macbeth
- 2012: London Road (Musical)
- 2014: König Lear (King Lear)
- 2015: High Society (Musical)
- 2015: Medea
- 2017: Ugly Lies the Bone
- 2018: Absolute Hell
- 2023: 101 Dalmatiens (Cruella de Vil) Regents Park Theater
- 2024: A View from the Bridge

## Auszeichnungen und Nominierungen
- 2008: Nominiert für den Tony Award in der Kategorie Best Actress in a Play
- 2012: Nominiert für den Laurence Olivier Award in der Kategorie Best Actress in a Musical